# Moçambique nos Jogos Olímpicos de Verão de 2024
Moçambique participou dos Jogos Olímpicos de Verão de 2024, realizados em Paris, na França. Foi a 12.ª aparição consecutiva do país nos Jogos Olímpicos de Verão desde a estreia em Moscou 1980.
Foi representado por sete atletas que competiram em cinco esportes, mas nenhum conquistou medalhas.

## Competidores
Esta foi a participação por modalidade nesta edição:
| Esporte   | Masculino | Feminino | Total |
| --------- | --------- | -------- | ----- |
| Atletismo | 1         | 0        | 1     |
| Boxe      | 1         | 1        | 2     |
| Judô      | 0         | 1        | 1     |
| Natação   | 1         | 1        | 2     |
| Vela      | 0         | 1        | 1     |
| Total     | 3         | 4        | 7     |

## Desempenho

### Atletismo
- Q = Qualificado para a próxima fase
- q = Qualificado para a próxima fase como o perdedor mais rápido ou, em eventos de campo, pela posição sem atingir o alvo para qualificação
- N/A = Fase não aplicável para o evento
- Bye = Atleta não precisou disputar aquela fase

Masculino
Eventos de pista
| Atleta        | Evento | Preliminar | Preliminar | Baterias    | Baterias    | Semifinal   | Semifinal   | Final       | Final       | Ref.  |
| Atleta        | Evento | Tempo      | Pos.       | Tempo       | Pos.        | Tempo       | Pos.        | Tempo       | Pos.        | Ref.  |
| ------------- | ------ | ---------- | ---------- | ----------- | ----------- | ----------- | ----------- | ----------- | ----------- | ----- |
| Steven Sabino | 100 m  | DSQ        | DSQ        | Não avançou | Não avançou | Não avançou | Não avançou | Não avançou | Não avançou | [ 5 ] |

### Boxe
Masculino
| Atleta        | Evento    | Primeira fase          | Oitavas de final     | Quartas de final     | Semifinal            | Final                | Final       | Ref.  |
| Atleta        | Evento    | Adversário Resultado   | Adversário Resultado | Adversário Resultado | Adversário Resultado | Adversário Resultado | Pos.        | Ref.  |
| ------------- | --------- | ---------------------- | -------------------- | -------------------- | -------------------- | -------------------- | ----------- | ----- |
| Tiago Muxanga | Até 71 kg | GER M Schachidow V 4–1 | ITA M Verde D 2–3    | Não avançou          | Não avançou          | Não avançou          | Não avançou | [ 6 ] |

Feminino
| Atleta           | Evento    | Primeira fase          | Oitavas de final     | Quartas de final     | Semifinal            | Final                | Final       | Ref.  |
| Atleta           | Evento    | Adversário Resultado   | Adversário Resultado | Adversário Resultado | Adversário Resultado | Adversário Resultado | Pos.        | Ref.  |
| ---------------- | --------- | ---------------------- | -------------------- | -------------------- | -------------------- | -------------------- | ----------- | ----- |
| Alcinda Panguana | Até 66 kg | SVK J Triebeľová V 5–0 | CHN Yang L D 0–5     | Não avançou          | Não avançou          | Não avançou          | Não avançou | [ 7 ] |

### Judô
Feminino
| Atleta          | Evento    | Primeira fase          | Oitavas              | Quartas              | Semifinais           | Repescagem           | Final / DB           | Final / DB | Ref.  |
| Atleta          | Evento    | Adversário Resultado   | Adversário Resultado | Adversário Resultado | Adversário Resultado | Adversário Resultado | Adversário Resultado | Pos.       | Ref.  |
| --------------- | --------- | ---------------------- | -------------------- | -------------------- | -------------------- | -------------------- | -------------------- | ---------- | ----- |
| Jacira Ferreira | Até 52 kg | INA M Maharani D 00–10 | Não avançou          | Não avançou          | Não avançou          | Não avançou          | Não avançou          | =17        | [ 8 ] |

### Natação
Masculino
| Atleta           | Evento      | Eliminatórias | Eliminatórias | Semifinal   | Semifinal   | Final       | Final       | Ref.  |
| Atleta           | Evento      | Tempo         | Pos.          | Tempo       | Pos.        | Tempo       | Pos.        | Ref.  |
| ---------------- | ----------- | ------------- | ------------- | ----------- | ----------- | ----------- | ----------- | ----- |
| Matthew Lawrence | 100 m peito | 1:04.95       | 32            | Não avançou | Não avançou | Não avançou | Não avançou | [ 9 ] |

Feminino
| Atleta         | Evento       | Eliminatórias | Eliminatórias | Semifinal   | Semifinal   | Final       | Final       | Ref.   |
| Atleta         | Evento       | Tempo         | Pos.          | Tempo       | Pos.        | Tempo       | Pos.        | Ref.   |
| -------------- | ------------ | ------------- | ------------- | ----------- | ----------- | ----------- | ----------- | ------ |
| Denise Donelli | 100 m costas | 1:08.73       | 34            | Não avançou | Não avançou | Não avançou | Não avançou | [ 10 ] |

### Vela
Eventos com regata da medalha
| Atleta         | Evento       | Regatas | Regatas | Regatas | Regatas | Regatas | Regatas | Regatas | Regatas | Regatas | Regatas | Regatas | Regatas | Regatas | Regatas | Regatas | Regatas | Pontos | Pos. | Ref.   |
| Atleta         | Evento       | 1       | 2       | 3       | 4       | 5       | 6       | 7       | 8       | 9       | 10      | 11      | 12      | 13      | 14      | 15      | M*      | Pontos | Pos. | Ref.   |
| -------------- | ------------ | ------- | ------- | ------- | ------- | ------- | ------- | ------- | ------- | ------- | ------- | ------- | ------- | ------- | ------- | ------- | ------- | ------ | ---- | ------ |
| Deizy Nhaquile | Laser Radial | 39      | 32      | 34      | 42      | 42      | 42      | 36      | 41      | 35      | —       | —       | —       | —       | —       | —       | EL      | 301    | 40   | [ 11 ] |

M = Regata da medalha; EL = Eliminado(a) – não avançou para a regata da medalha